# Hearts of Iron IV
Hearts of Iron IV – gra komputerowa z gatunku grand strategy wargame i real time strategy z serii Hearts of Iron osadzona w realiach II wojny światowej. Została stworzona i wydana przez szwedzkie studio Paradox Interactive na komputery z systemami Windows, macOS oraz Linux. Premiera odbyła się 6 czerwca 2016 roku.

## Rozgrywka
Gra Hearts of Iron IV jest strategią czasu rzeczywistego. Zależnie od scenariusza, rozgrywka toczy się w latach 1936-1948, bądź 1939-1948, przy czym jest możliwa kontynuacja gry po roku 1948. Gracz wciela się w przywódcę jednego z państw istniejących w tym okresie, by podejmować decyzje dotyczące dyplomacji, rozwoju wojska i technologii wybranego państwa. Gra posiada tryb jedno lub wieloosobowy.

### Decyzje polityczne
Podczas gry zyskuje się tzw. siłę polityczną, która umożliwia dobieranie doradców, wykonywanie celów narodowych oraz uzyskanie celów wojennych, które pozwalają wypowiadać wojny, a także podejmować różne decyzje polityczne.

#### Drzewka celów narodowych
Każde państwo posiada tzw. „cele narodowe”. Pozwalają one na wystąpienie specjalnych wydarzeń stanowiących odstępstwo od standardowych zasad. Unikalne drzewa narodowe w podstawowej wersji gry posiadają: III Rzesza, USA, Wielka Brytania, Francja, Włochy, Japonia, ZSRR, Polska i Finlandia. Listę państw z własnymi drzewkami można powiększyć za pomocą DLC. Kraje nieposiadające własnych, unikalnych drzew celów narodowych, korzystają ze standardowych, wspólnych celów umożliwiających ogólny rozwój państwa.

#### Ideologia
W grze istnieją cztery ideologie: komunizm, faszyzm, demokracja i bez powiązań. W czasie gry jest możliwa zmiana ideologii państwa, dzięki systemowi celów politycznych, doradcom w rządzie, bądź zwiększaniu poparcia dla swojej ideologii w innych państwach.

### Wojsko
Wojsko dzieli się na dywizje lądowe, marynarkę i lotnictwo. Gracz może wydawać jednostkom polecenia zmiany pozycji.

#### Wojsko lądowe
Armia lądowa składa się z dywizji. Każdą dywizją można sterować indywidualnie lub dowodzić nimi zbiorowo w ramach armii, lub grup armii. Na zapotrzebowanie dywizji składają się zasoby ludzkie i sprzęt. Dywizje można grupować na poziomie armii, do których dowództwa można przypisać generała. Każdy generał może mieć maksymalnie 24 (lub 30, jeśli dany oficer posiada odpowiednią cechę) dywizji pod swoją komendą, bez ponoszenia kar w statystykach. Do grup armii można przypisać marszałków polowych. Każdy marszałek polowy może dowodzić maksymalnie pięcioma armiami (lub siedmioma, jeśli dany dowódca posiada specjalną cechę) bez ponoszenia dodatkowych kar. 
Dywizje posiadają swój „szablon”, który gracz może modyfikować za pomocą punktów doświadczenia. Każdy szablon składa się z batalionów bojowych (walczących) i kompanii wsparcia. Dostępne są również szablony wojsk specjalnych, które umożliwiają m.in. dokonywanie desantów z powietrza (w przypadku spadochroniarzy), jednak są limity na produkcję takich jednostek zależne od ilości dywizji już wystawionych.
Bataliony walczące podzielone są na grupy: piechoty, mobilne (zmotoryzowane lub zmechanizowane) oraz pancerne. Gra umożliwia tworzenie dowolnych kombinacji batalionów do maksymalnej liczby 25 w jednym szablonie dywizji. 
Kompanie wsparcia dostępne są po jednej danego typu dla każdego szablonu dywizji, do maksymalnej liczby pięciu różnych. Dostępne kompanie wsparcia to: kompania saperów (inżynierów), zwiadu (kawaleryjskiego, zmotoryzowanego, wyposażonego w samochody pancerne/lekkie czołgi lub rangerzy), żandarmerii wojskowej, utrzymania/naprawy, szpitali polowych, logistyki, sygnałowej (łączności) oraz artylerii zwykłej, przeciwpancernej, przeciwlotniczej i rakietowej. 

#### Marynarka
W skład marynarki wchodzą okręty, wśród których istnieją różne typy: okręty podwodne, lekkie i ciężkie krążowniki, niszczyciele, krążowniki liniowe, lotniskowce, pancerniki i superciężkie pancerniki. Okręty można przydzielać do flot. Każdą flotą może dowodzić admirał. Samym okrętom nie można wydawać poleceń, natomiast można wydawać polecenia typu: gdzie mają patrolować, czy muszą atakować itp. Okręty potrzebują portów i stoczni do dokonywania napraw.

#### Lotnictwo
W grze istnieje także lotnictwo bojowe. Samoloty wchodzą w skład dywizjonów. Każdy dywizjon może być przydzielony do jednego regionu oraz kilku misji (np. walka o dominację w powietrzu, wsparcie sił naziemnych, czy przechwytywanie wrogich bombowców). W grze istnieją różne typy samolotów: m.in. bombowce, myśliwce, samoloty transportowe, szturmowe i morskie oraz rakiety (zaliczane do samolotów). Do każdego dywizjonu można przydzielić asa lotnictwa (jeśli takowy jest dostępny), as nieznacznie podnosi skuteczność bojową danej jednostki. Same samoloty pomagają podczas bitew lądowych, pozwalają na niszczenie wrogiego przemysłu, mogą walczyć o dominację na morzu, atakując wrogie okręty i konwoje, umożliwiają desanty spadochronowe oraz zrzucanie bomb atomowych.

### Produkcja, technologia i budownictwo
W grze można produkować sprzęt, odkrywać nowe technologie oraz rozbudowywać potencjał przemysłowy kierowanego państwa, konstruując budynki takie jak: fabryki cywilne, fabryki wojskowe, stocznie itp.. Produkcja sprzętu wojskowego pozwala na zaopatrzenie różnego typu oddziałów wojskowych (m.in. dywizji pancernych lub dywizji piechoty), tworzenie dywizjonów lotniczych (złożonych z różnych typów statków powietrznych, np. myśliwców lub bombowców strategicznych). Stocznie pozwalają na budowę różnego typu okrętów, które po ukończeniu same stają się samodzielną jednostką wojskową, mogącą wchodzić w skład większej floty. Fabryki cywilne pozwalają na budowę innych budynków, a ich większa liczba przydzielona do danej konstrukcji zwiększa prędkość jej powstawania. Ważnym czynnikiem jest również poziom infrastruktury w danej prowincji. Bardziej rozwinięta infrastruktura zwiększa prędkość poruszania się oddziałów wojskowych w danym regionie, pozwala ulepszyć dostawy zaopatrzenia do nich, a także przyspiesza budowę wszystkich innych budynków w danym regionie. Oprócz fabryk, infrastruktury i stoczni gra umożliwia konstruowanie innego typu budynków, m.in. radarów, bunkrów (również nabrzeżnych), rafinerii (zwiększających możliwości przetwórstwa paliwa lub, w zależności od rodzaju, dostarczających syntetyczną gumę), lotnisk i portów morskich.

### Surowce i Handel
W grze jest dostępne 7 typów surowców: stal, guma, wolfram, aluminium, chrom i ropa. Są one rozmieszczone po całej mapie. Można zwiększać ich wydobycie poprzez:
- Rozwój infrastruktury,
- Specjalne decyzje, kosztujące gracza siłę polityczną oraz fabryki cywilne,
- budowę rafinerii (dotyczy wyłącznie ropy i gumy).

Dodatek Man the guns dodał nową mechanikę dla ropy, która odróżnia ją od reszty surowców. 
Surowce można zdobywać poprzez również poprzez aneksję danego terytorium z surowcami. Jest możliwa regulacja ilości surowców narodowych poprzez prawo handlowe. 

#### Handel
Handel surowcami odbywa się poprzez szlaki handlowe rozmieszczone po całej mapie. Do transportu morskiego surowców potrzebne są konwoje. Wróg podczas wojny może uniemożliwić użytkowanie szlaków morskich poprzez ustanowienie dominacji morskiej lub topienie konwojów z surowcami. 
Handel z krajem poddanym wyróżnia się możliwością importu większej ilości surowca (80 jednostek) w koszcie jednej fabryki cywilnej. Odbywa się to kosztem wzrostu punktów niezależności u poddanego.

## DLC
Do gry stworzono 23 DLC, z czego 12 zawiera zmiany kosmetyczne. 
| DLC                                                  | Data wydania         | Główne zmiany | Uwagi                                                 |
| ---------------------------------------------------- | -------------------- | --- | ----------------------------------------------------- |
| Together for Victory                                 | 15 grudnia 2016      | Nowe cele narodowe dla Indii Brytyjskich, Nowej Zelandii, Australii, Kanady i Związku Południowej Afryki, nowy, poprawiony system państw marionetkowych. | DLC w 2024 roku zintegrowane z wersją podstawową      |
| Death or Dishonor                                    | 14 czerwca 2017      | Cele narodowe dla Węgier, Jugosławii, Rumuni i Czechosłowacji, nowy system licencji produkcyjnych dla sprzętu wojskowego | DLC w 2024 roku zintegrowane z wersją podstawową      |
| Waking the Tiger                                     | 8 marca 2018         | Cele narodowe dla państw Chińskich i Mandżukuo, dodatkowe cele dla Japonii i Niemiec, nowy system ulepszania cech i umiejętności dowódców | DLC w 2024 roku zintegrowane z wersją podstawową      |
| Man the Guns                                         | 28 lutego 2019       | Cele narodowe dla Holandii i Meksyku, zmienione cele narodowe dla USA i Wielkiej Brytanii, rozbudowanie mechanik marynarki wojennej |                                                       |
| La Résistance                                        | 25 lutego 2020       | Rozbudowane drzewko celów narodowych dla Francji, dodanie drzewka rozwoju dla Francji Vichy, Wolnej Francji, Hiszpanii oraz Portugalii, nowa mechanika szpiegowania i ruchu oporu.                                                                                               |                                                       |
| Battle for the Bosporus                              | 15 października 2020 | Cele narodowe dla Turcji, Bułgarii oraz Grecji. |                                                       |
| No Step Back                                         | 23 listopada 2021    | Nowe cele narodowe dla krajów bałtyckich, zmienione drzewko Polski i ZSRR, zmiana mechaniki logistyki, dodanie dział kolejowych, nowa mechanika ulepszania czołgów, korpusy oficerskie, duchy armii.                                                                             |                                                       |
| By Blood Alone                                       | 27 września 2022     | Cele narodowe dla Szwajcarii, Etiopii oraz wspólne drzewko 8 państw etiopskich (m.in Sułtanatu Aussy), zmienione drzewko dla Włoch, zmienienie zasad konferencji pokojowych, nowe mechaniki projektowania samolotów, embarg i dzienników historii działań poszczególnych dywizji |                                                       |
| Arms Against Tyranny                                 | 10 października 2023 | Cele narodowe dla Danii, Szwecji, Norwegii, Finlandii i Islandii, nowe mechaniki importu i eksportu broni, rozwoju projektantów broni, oraz sił specjalnych. |                                                       |
| Trial of Allegiance                                  | 7 marca 2024         | Cele narodowe dla Brazylii, Argentyny, Chile, Paragwaju oraz Urugwaju. |                                                       |
| Götterdämmerung                                      | 14 listopada 2024    | Cele narodowe dla Austrii, Belgii oraz Konga Belgijskiego, rozwinięte drzewko celów dla Niemiec i Węgier, nowe specjalne projekty naukowe (Wunderwaffe), nowy rodzaj ataku w postaci rajdu na określony cel, oraz nowe budynki w postaci tam oraz monumentów narodowych.         |                                                       |
| Graveyard of Empires                                 | 4 marca 2025         | Cele narodowe dla Iranu, Iraku oraz Afganistanu, zmienione drzewko dla Indii Brytyjskich. |                                                       |
| Radio Pack                                           | 4 czerwca 2019       | 35 nowych ścieżek dźwiękowych | DLC muzyczne                                          |
| Axis Armor Pack                                      | 4 czerwca 2019       | 59 nowych modeli czołgów dla Niemiec, Włoch i Japonii. | DLC kosmetyczne                                       |
| Allied Armor Pack                                    | 4 czerwca 2020       | 32 nowych modeli dla czołgów Alianckich. | DLC kosmetyczne                                       |
| Eastern Front Planes Pack                            | 3 czerwca 2021       | 50 nowych modeli dla samolotów Niemiec, ZSRR, Polski, Rumuni, Węgier oraz Jugosławii. | DLC kosmetyczne                                       |
| Eastern Front Music Pack                             | 3 czerwca 2021       | Dodanie 13 nowych piosenek, w tym 4 niemieckich, 4 radzieckich, 3 rumuńskie i 2 polskie. | DLC muzyczne                                          |
| Music – Hearts of Iron IV: Sabaton Soundtrack Vol. 2 | 26 stycznia 2017     | Nowe ścieżki dźwiękowe | DLC muzyczne                                          |
| Music – Hearts of Iron IV: Sabaton Soundtrack        | 6 czerwca 2016       | Nowe ścieżki dźwiękowe | DLC muzyczne                                          |
| Anniversary Pack                                     | 6 czerwca 2017       | Cele narodowe dla Polski | Darmowe DLC (Automatycznie dodawane przy zakupie gry) |
| Colonel Edition Upgrade Pack                         | 3 czerwca 2017       | Różne zmiany kosmetyczne | DLC kosmetyczne                                       |
| Allied Speeches Music Pack                           | 4 czerwca 2020       | 13 przemów przywódców państw Alianckich, o łącznej długości 70 minut. | DLC muzyczne                                          |
| Soviet Union 2D Art                                  | 10 czerwca 2024      | Nowe grafiki 2D dla Związku Socjalistycznych Republik Radzieckich | DLC kosmetyczne                                       |
| Prototype Vehicles                                   | jesień 2025          | Specjalne grafiki dla specjalnych zaawansowanych technologicznie prototypów maszyn. | DLC kosmetyczne, planowane                            |

## Produkcja
Podczas „Ask Me Anything” w serwisie Reddit, kiedy można było zadawać pytania pracownikom Paradox Interactive zespół potwierdził, że zaplanowano produkcję Hearts of Iron IV. Nie podano priorytetu projektu poza tym, że gra może zostać wydana przed sequelem Victorii II a także „przed 2020”. Późniejszą planowaną datą premiery był I kwartał 2015.
Kierownik Paradox Development Studio Johan Andersson obiecał lepszą sztuczną inteligencję w porównaniu do Hearts of Iron III, a także mniej sztywną i wymuszoną rozgrywkę, przypominającą piaskownicę. Zapowiedział też wydanie gry na platformę Linux.
23 stycznia 2014 ujawniono, że Hearts of Iron IV tworzono pod kryptonimem Armstrong.
Podczas Game Developers Conference w 2016 została ogłoszona data premiery produkcji na 6 czerwca 2016.

## Modyfikacje
Hearts of Iron IV, podobnie jak inne gry studia Paradox Interactive, posiada rozbudowany system modyfikacji (modów), który pozwala graczom na dostosowanie rozgrywki do własnych preferencji oraz znaczące rozszerzenie zawartości gry. Modyfikacje mogą zmieniać niemal każdy aspekt rozgrywki – od drobnych zmian interfejsu użytkownika, przez nowe drzewka narodowe, aż po całkowite przekształcenie realiów historycznych.

### Popularne modyfikacje
Wśród społeczności graczy Hearts of Iron IV szczególną popularność zdobyły następujące modyfikacje:
- Kaiserreich: Legacy of the Weltkrieg[48] – alternatywna historia osadzona w świecie, w którym Cesarstwo Niemieckie wygrało I wojnę światową. Modyfikacja oferuje rozbudowane drzewka narodowe, głębokie decyzje polityczne oraz unikalne wydarzenia dla dziesiątek państw.
- Millennium Dawn: Modern Day Mod[49] – przenosi akcję gry w czasy współczesne, umożliwiając rozgrywkę w realiach XXI wieku. Gracze mogą kierować państwami w warunkach nowoczesnych konfliktów geopolitycznych, ekonomicznych i militarnych.
- The Road to 56[50] – rozszerzenie zawartości podstawowej gry (ang. "vanilla"), dodające nowe drzewka narodowe, wydarzenia i technologie. Modyfikacja zachowuje historyczne realia, lecz zwiększa różnorodność rozgrywki.
- Old World Blues[51] – osadzony w uniwersum serii Fallout, przenosi grę w postapokaliptyczny świat, oferując unikalne mechaniki, frakcje oraz atmosferę inspirowaną amerykańskim retrofuturyzmem.
- Equestria at War[52] – alternatywna modyfikacja osadzona w świecie inspirowanym serialem animowanym My Little Pony: Friendship is Magic. Pomimo nietypowej tematyki, modyfikacja charakteryzuje się dużą głębią mechaniczną i dbałością o balans rozgrywki.

### Instalacja i kompatybilność
Modyfikacje można instalować głównie poprzez platformę Steam Workshop, która umożliwia automatyczne pobieranie i aktualizowanie subskrybowanych modów. Istnieją również narzędzia zewnętrzne, takie jak Irony Mod Manager, umożliwiające zaawansowane zarządzanie kolejnością ładowania modów, co może być istotne w przypadku konfliktów między modyfikacjami.
Warto zaznaczyć, że niektóre mody mogą być niekompatybilne z najnowszymi wersjami gry bez aktualizacji ze strony ich twórców. Ponadto, w rozgrywce wieloosobowej wszystkie strony muszą posiadać identyczny zestaw aktywnych modyfikacji i wersję gry.

### Rola społeczności
Społeczność modderów odgrywa istotną rolę w rozwoju gry, regularnie tworząc nowe treści, które często przewyższają jakością oficjalne dodatki. Modyfikacje te niejednokrotnie stanowią podstawę dla dalszego rozwoju zainteresowań graczy oraz wpływają na popularność gry w długim okresie od jej premiery.

## Odbiór
Gra została pozytywnie przyjęta przez większość czasopism i portali branżowych. Dobrze oceniono nową oprawę graficzną, interfejs, system celów narodowych, jednak wielu recenzentów skrytykowało niedopracowaną sztuczną inteligencję, marginalizację wywiadu względem poprzedniej części oraz niezgodność gry z realiami historycznymi. Krytyce poddawano również politykę wydawniczą oraz cenową Paradox Interactive.